# Kufstein (distrikt)
Kufstein är ett distrikt i förbundslandet Tyrolen i Österrike.
Distriktet gränsar till Tyskland i norr samt distrikten Kitzbühel i sydöst och Schwaz i sydväst. Områdets areal är 970 km² och invånarantalet var 113 090 den 1 januari 2023. Staden Kufstein är administrativt centrum i distriktet.
Den tättrafikerade motorvägen E45 från München mot Italien passerar genom distriktet Kufstein.
Distriktet består av 30 kommuner, varav tre stadskommuner och två köpingskommuner:

Kommunerna i distriktet Kufstein.

Stadskommuner (Stadtgemeinden):
- Kufstein
- Rattenberg
- Wörgl

Köpingskommuner (Marktgemeinden):
- Brixlegg
- Kundl

Kommuner (Gemeinden):

- Alpbach
- Angath
- Angerberg
- Bad Häring
- Brandenberg
- Breitenbach am Inn
- Ebbs
- Ellmau
- Erl
- Kirchbichl
- Kramsach
- Langkampfen
- Mariastein
- Münster
- Niederndorf
- Niederndorferberg
- Radfeld
- Reith im Alpbachtal
- Rettenschöss
- Scheffau am Wilden Kaiser
- Schwoich
- Söll
- Thiersee
- Walchsee
- Wildschönau